# Conus selenae
Conus selenae är en snäckart som beskrevs av Van Mol, Tursch och Kempf 1967. Conus selenae ingår i släktet Conus och familjen kägelsnäckor. Inga underarter finns listade i Catalogue of Life.